# Coccophagus dilatatus
Coccophagus dilatatus är en stekelart som först beskrevs av Huang 1994.  Coccophagus dilatatus ingår i släktet Coccophagus och familjen växtlussteklar. Inga underarter finns listade i Catalogue of Life.